# Uncharted (film)
Pour les articles homonymes, voir Uncharted.
Série
Uncharted 2
(Prochainement)
Pour plus de détails, voir Fiche technique et Distribution.
Uncharted est un film américain réalisé par Ruben Fleischer et sorti en 2022. Il s'agit d'une adaptation cinématographique de la série de jeux vidéo Uncharted développée par Naughty Dog et édités par Sony Interactive Entertainment.
Nathan Drake et un chasseur de trésors, Victor Sullivan, partent à la recherche du trésor de Fernand de Magellan, estimé à cinq milliards de dollars. Le frère de Nathan, Samuel Drake, aurait laissé des indices pour le retrouver. Cette aventure mène les deux protagonistes dans de nombreux endroits à travers le monde comme New York, Barcelone ou encore dans l'Océan Pacifique.

## Synopsis
Les frères Sam et Nathan « Nate » Drake se sont introduits dans un musée pour voler la première carte réalisée après l'expédition de Magellan. L'alarme se déclenche et ils sont interpellés par les agents de sécurité. L'orphelinat qui abrite les deux garçons expulse Sam. Avant de partir, Sam promet son retour à Nate, et lui laisse une bague avec l'inscription « Sic Parvis Magna ».
Quinze ans plus tard, Nate travaille comme barman à New York et vole à la tire de riches clients. Victor « Sully » Sullivan, un chasseur de fortune qui a travaillé avec Sam à la recherche d'un trésor caché par l'équipage de Magellan, explique à Nate que Sam a disparu après l'avoir aidé à voler le journal de Juan Sebastian Elcano. Nate, qui a reçu plusieurs cartes postales de Sam au fil des ans, accepte d'aider Sully à retrouver son frère. Sully et Nathan se rendent à une vente aux enchères pour voler une croix en or liée à l'équipage de Magellan, où ils rencontrent Santiago Moncada, le dernier descendant de la famille Moncada qui a financé l'expédition de Magellan, et Jo Braddock, cheffe des mercenaires engagés par Moncada. Nate est pris en embuscade par les hommes de Braddock, et le combat qui s'ensuit crée une diversion pour que Sully vole la croix.
Le duo se rend à Barcelone, où le trésor est censé être caché, et rencontre le contact de Sully Chloe Frazer, qui a une autre croix. Chloé vole la première croix de Nate, mais les hommes la convainquent de travailler avec eux. Pendant ce temps, Moncada apprend de son père que la fortune familiale sera donnée, et ordonne ainsi à Braddock de tuer son père, afin qu'il hérite de l'argent à la place. Nate, Chloé et Sully suivent les indices du journal d'Elcano jusqu'à Santa Maria del Pi, trouvant une crypte secrète derrière l'autel. Nate et Chloé entrent, trouvant une trappe, mais lorsqu'ils l'ouvrent, la crypte est inondée. Sully les aide à s'échapper après avoir maîtrisé une embuscade de Braddock. En utilisant les deux croix pour déverrouiller un passage secret, Nate et Chloé trouvent une carte indiquant que le trésor se trouve aux Philippines. Chloé trahit Nate et prend la carte, laissant entendre que Sully garde un secret sur Sam. Chloé apporte la carte à Moncada, ayant également été embauchée par lui, au grand dam de Braddock.
Sully récupère Nate et dit qu'après que lui et Sam eurent récupéré le journal d'Elcano, ils ont été pris en embuscade par Braddock ; Sam a été abattu et Sully s'est échappé de justesse. Moncada, Chloé et l'équipe de Braddock partent dans un avion-cargo pour trouver le trésor, mais Braddock tue Moncada pour prendre le pouvoir, forçant Chloé à se cacher avec la carte. Nate et Sully montent secrètement à bord de l'avion et Nate affronte Braddock avec l'aide de Chloé pendant que Sully se parachute. Nate et Chloé sont éjectés de l'avion lors de la bataille qui s'ensuit et le couple atterrit aux Philippines, où ils réalisent que la carte ne localise pas le trésor. Nate découvre le véritable emplacement du trésor grâce aux indices laissés par les cartes postales de Sam, mais laisse de fausses coordonnées à Chloé après avoir correctement douté de sa loyauté. Il découvre les navires de Magellan et retrouve Sully. Braddock les suit, forçant Nate et Sully à se cacher pendant que son équipage héliporte les navires.
Dans leur fuite, Sully réquisitionne l'un des hélicoptères, obligeant Braddock à ordonner à l'autre de s'approcher pour un abordage. Nate se défend des mercenaires et abat l'autre hélicoptère avec l'un des canons du navire. Braddock jette l'ancre de ce navire pendant que Nate monte à bord de l'hélicoptère. Sully jette un sac de trésors collectés sur Braddock qui tombe à la mer et est écrasée par le navire qui se brise et tombe sur elle. Alors que les unités navales philippines arrivent, Nate et Sully s'en tirent avec quelques trésors que Nate a récupérés à la sauvette, tandis que Chloé se retrouve les mains vides et décide de suivre le duo.
Dans une prison quelque part, Sam écrit une carte postale avertissant son frère Nate de faire attention à ceux qui l'entourent.
Scène post-générique
Nate rencontre Gabe dans un bar, quelqu'un qui travaille pour Roman. Sully vient sauver Nate après avoir été retenu par Gabe, et a été rattrapé après avoir quitté le bar.

## Fiche technique
Sauf indication contraire, les informations mentionnées dans cette section peuvent être confirmées par la base de données cinématographiques IMDb,  présente dans la section « Liens externes ».
- Titre original et français : Uncharted
- Réalisation : Ruben Fleischer
- Scénario : Art Marcum et Matt Holloway, d'après la série de jeux vidéo Uncharted développée par Naughty Dog
- Musique : Ramin Djawadi
- Photographie : Chung Chung-hoon
- Montage : Chris Lebenzon et Richard Pearson
- Décors : Shepherd Frankel
- Costumes :
- Direction artistique : David Ingram
- Production : Avi Arad, Alex Gartner et Charles Roven
- Sociétés de production : Arad Productions, Atlas Entertainment, PlayStation Productions et Columbia Pictures
- Sociétés de distribution : Sony Pictures Entertainment (États-Unis), Sony Pictures Releasing (France)
- Budget : 120 millions $
- Pays de production :  États-Unis
- Langues originales : anglais, espagnol
- Format : couleur
- Genre : action, aventure
- Durée : 116 minutes
- Dates de sortie :
  - France : 16 février 2022
  - États-Unis : 18 février 2022
- Classification :
  - États-Unis : PG-13 (déconseillé aux moins de 13 ans, accord parental recommandé)
  - France : tous publics

## Distribution
Sauf indication contraire, les informations mentionnées dans cette section peuvent être confirmées par la base de données cinématographiques IMDb,  présente dans la section « Liens externes ».
- Tom Holland (VF : Hugo Brunswick ; VQ : Alexandre Bacon) : Nathan « Nate » Drake
  - Tiernan Jones (VF : Esteban Oertli ; VQ : Alexandre Bacon) : Nate, jeune
- Mark Wahlberg (VF : Bruno Choël ; VQ : Martin Watier) : Victor « Sully » Sullivan
- Sophia Ali (VF : Jessica Monceau ; VQ : Kim Jalabert) : Chloe Frazer
- Tati Gabrielle (VF : Corinne Wellong ; VQ : Marie-Evelyne Lessard) : Jo Braddock
- Antonio Banderas (VF : Bernard Gabay ; VQ : Manuel Tadros) : Santiago Moncada
- Rudy Pankow (VF : Andrea Santamaria ; VQ : Nicolas Bacon) : Samuel « Sam » Drake, jeune
- Steven Waddington (VF : Sacha Petronijevic ; VQ : Thiéry Dubé) : l'Écossais
- Alana Boden (VF : Leslie Lipkins) : Zoe
- Diarmaid Murtagh (VF : Laurent Maurel) : l'officier de police
- Manuel de Blas : Armando Moncada
- Nolan North (VF : Laurent Maurel) : le touriste allongé sur un transat sur la plage au Philippines qui s'étonne de voir Nate et Chloe sortir de l'eau (caméo)
- Rubén Doblas Gundersen : ?
- Pilou Asbæk (VF : Boris Rehlinger) : Gage (scène post-générique)
- Joseph Balderrama (en) (VF : Gérard Darier) : Carlos
- Georgia Goodman (VF : Nadine Girard) : Sœur Bernadette
- Pingi Moli : Hugo
- Serena Posadino : Goldie
- Jesús Evita : le garde du musée
- Jonathan Failla : Doorman
- Peter Seaton-Clark (VF : Christian Gonon) : le commissaire-priseur

- Version française
  - Studio de doublage : Cinéphase
  - Direction artistique : Raphaël Anciaux
  - Adaptation : Franck Hervé

Version québécoise[1]
  - Studio de doublage : Difuze
  - Directeur de plateau : Manuel Tadros
  - Adaptation : Bahia Kennedy

## Production

### Genèse, développement et attribution des rôles

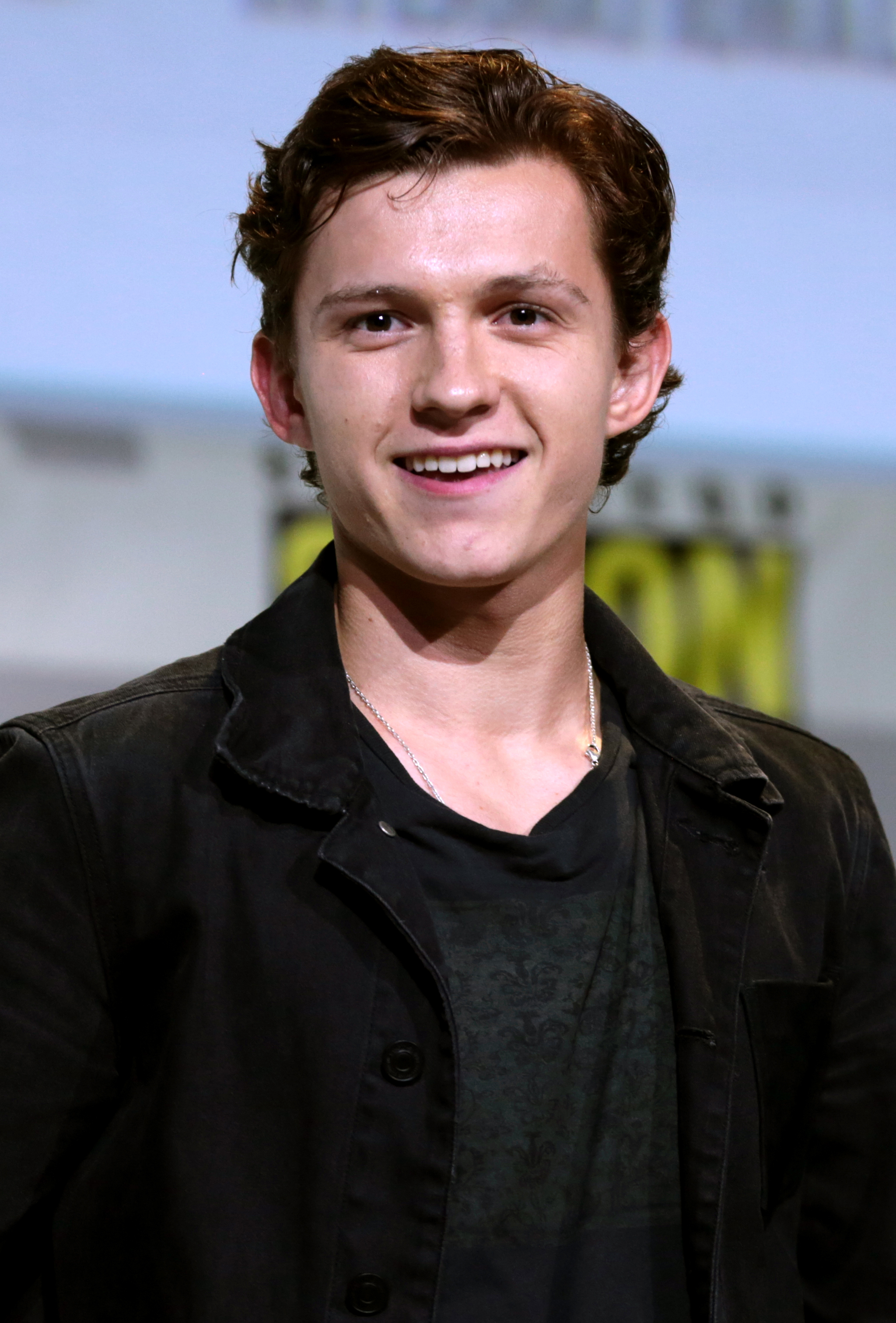
Tom Holland, au Comic-Con 2016, incarne le rôle principal Nathan Drake

Le projet d'une adaptation cinématographique de la série de jeux vidéo Uncharted est évoqué dès 2010. Le réalisateur David O. Russell supervise alors une transposition du jeu Uncharted: Drake's Fortune sorti en 2007. Le nom de Nathan Fillion est alors évoqué pour incarner Nathan Drake. En novembre 2010, Mark Wahlberg confirme qu'il tiendra le rôle principal, pour un tournage prévu à l'été 2011, et ajoute que Robert de Niro et Joe Pesci feront également partie de l'aventure. Cependant, un mois plus tard, Justin Richmond (Game Director de Uncharted 3: L'Illusion de Drake) révèle que Mark Wahlberg n'est en aucun cas lié au projet. En mai 2011, David O. Russell quitte finalement le projet, officiellement pour « différends créatifs ». Alors que le nom de Neil Burger est un temps évoqué, Seth Gordon est choisi pour réaliser le film en février 2014. Il abandonne à son tour un an plus tard, en raison de la volonté du studio Sony de baisser le budget du film. Le scénariste Mark Boal reste lui toujours lié au projet. En juillet 2016, il est annoncé que le script va cependant être réécrit par Joe Carnahan. Ce dernier souhaite également le réaliser, mais il est à l'époque lié à la réalisation de Bad Boys for Life (finalement confié à Adil El Arbi et Bilall Fallah et sorti en 2020).
Fin 2016, Sony annonce que Shawn Levy sera la réalisateur du film. En mai 2017, il est révélé que le film sera une préquelle aux jeux vidéo et que Nathan Drake sera incarné par un acteur plus jeune, Tom Holland. Fin 2018, le film perd à nouveau son réalisateur après le départ de Shawn Levy. Un mois plus tard, Dan Trachtenberg obtient le poste de réalisateur. Il le quitte à son tour en août 2019. Sony engage alors un autre réalisateur, Travis Knight. Cependant, son planning est finalement incompatible avec celui de l'acteur principal Tom Holland. La réalisation est alors confiée à Ruben Fleischer. Mark Wahlberg, évoqué dix ans plus tôt pour le rôle principal, rejoint finalement la distribution du mentor de Nathan Drake, Victor « Sully » Sullivan. En mars 2020, Antonio Banderas, Sophia Ali et Tati Gabrielle rejoignent la distribution.
Lors d’une entrevue avec le magazine américain Variety, Tom Holland annonce que les scènes d’action du film sont les meilleures de sa carrière.
Lors d'une entrevue en janvier 2022, Tom Holland a déclaré que le pitch du film est né d'une idée abandonnée de la saga James Bond. Rêvant d'incarner l'espion au cinéma, il a proposé l'idée d'un film sur la jeunesse de l'agent secret. L'idée est rejetée par les producteurs de la saga mais décide Sony de faire un film sur la jeunesse de Nathan Drake de Uncharted. C'est aussi en partie cette raison qui a permis à Tom Holland de décrocher le rôle.

### Tournage
Le tournage débute le 16 mars 2020 autour de Berlin. La production est également prévue dans les studios de Babelsberg ainsi qu'en Espagne
,. Cependant le tournage est rapidement stoppé en raison de la pandémie de Covid-19.
En octobre 2020, le tournage se poursuit aux environs de Valence, notamment dans la ville côtière de Xàbia. Le tournage s'achève le 29 octobre.

## Accueil

### Sortie
Fin janvier 2020, la sortie américaine est décalée de 3 mois et passe du 18 décembre 2020 au 5 mars 2021,. En mars 2020, Sony Pictures annonce que la sortie américaine est repoussée au 8 octobre 2021, en raison de la pandémie de Covid-19. En avril 2020, Sony Pictures avance la sortie au 16 juillet 2021. En janvier 2021, Sony Pictures repousse à nouveau la sortie au 11 février 2022. Mais en avril 2021, Sony Pictures repousse à nouveau la sortie au 16 février 2022.

### Accueil critique
Sur les sites Rotten Tomatoes et Metacritic, le film obtient respectivement 41 % et 45⁄100,.
La presse française est plutôt mitigée. Le site Allociné attribue au film une note moyenne de 2.6⁄5 à partir de l'interprétation de 23 critiques de presse. Elle se coupe en deux avec des titres très enthousiastes, et d'autres très déçus. Pour LCI, même si le scénario est bancal, il s'agit d'une « aventure survitaminée ». Pour le Journal du Geek c’est une « relecture plutôt réjouissante des jeux vidéo à succès sans révolutionner le genre ». Pour Le Parisien, Tom Holland apparait comme un « atout majeur » pour un « film à la Tomb Raider ou Benjamin Gates ».
Pour le site Critikat, le film est « sans aspérités, ne convainc que tardivement, lorsqu'il cesse de rejouer platement les scènes phares de la saga pour en retranscrire la dynamique ludique ». Tout en relevant le charisme et la dextérité de Tom Holland, Le JDD parle d'un « scénario sommaire et parfaitement invraisemblable », rejoint sur ce point par Le Figaro. C'est d'ailleurs le point négatif principalement mis en avant par la critique presse.
En critique médiane, Culturebox parle d'un film « garant de dépaysement et d’évasion, sur un ton badin et distrayant, mais que l’on oublie rapidement une fois le voyage terminé ».

### Box-office
| Pays ou région        | Box-office        | Date d'arrêt du box-office | Nombre de semaines |
| --------------------- | ----------------- | -------------------------- | ------------------ |
| États-Unis Canada     | 148 648 820 $     | 14 juillet 2022            | 21                 |
| France                | 2 500 438 entrées | 14 juillet 2022            | 12                 |
| Total hors États-Unis | 253 100 000 $     | 14 juillet 2022            | 21                 |
| Total mondial         | 401 748 820 $     | 14 juillet 2022            | 21                 |

En France, le film se place à la première position des nouveautés le jour de leur sortie avec 186 499 entrées, dont 36 710 en avant-première, devant la comédie française Maison de retraite (135 018). Cette position en tête du box-office est confirmée pour sa première semaine d'exploitation sur le sol français. Le film frôle le million d'entrées (955 650) devant la comédie français Maison de retraite (à 663 787). Avec 551 715 entrées supplémentaires, le film dépasse le million d'entrées (1 507 375) au bout de sa 2e semaine d'exploitation en France.
Pour sa 3e semaine, Uncharted perd pour la première fois une place au classement avec 308 321 entrées (1 815 686 cumulées), au profit de The Batman (1 165 588), et toujours suivi par la comédie française Maison de retraite (303 654). Le blockbuster se place en 5e position la semaine suivante avec 199 757 entrées supplémentaires, pour un total de 2 015 443 entrées. Le film est précédé par la comédie française, nouvellement arrivée, Permis de construire (211 995), et suivi par le drame policier Maigret (82 613). La semaine suivante, Uncharted fait une remontée au box-office avec 298 093 entrées, devant Maison de retraite (240 503) et derrière Jujutsu Kaisen 0 (347 583), avant de redescendre dans le box-office à la 7e place en réalisant 71 504 entrées, devant Goliath (70 761) et derrière Jujutsu Kaisen 0 (78 827),. La semaine du 30 mars, Uncharted descend à la dernière place du box-office avec 67 321 entrées supplémentaires, derrière Ambulance 72 539.
Aux États-Unis, le film cumule entre 44 et 51 millions de dollars au bout d'un week-end d'exploitation exceptionnel de trois jours en raison du President's Day. Au bout de 2 semaines, le long-métrage dépasse les 80 millions de dollars sur le sol américain. À l'échelle mondiale, le film totalise plus de 130 million de dollars de recette au box-office de par le monde.

## Analyse